# الجامعة الأسمرية الإسلامية
الجامعة الأسمرية الإسلامية هي الجامعة الوحيدة في ليبيا المتخصصة في التعليم الديني بعد أن أغلقت جامعة محمد بن علي السنوسي، وهي بهذه التسمية تنتسب إلى عبد السلام الأسمر الفيتوري مؤسس أهم المراكز الإسلامية في ليبيا.
- يقع المقر الرئيسي للجامعة في مدينة (زليتن) بغرب ليبيا.
- تم إقرارها رسميا سنة 1993 وفتحت أبوابها للتعليم النظامي الحديث سنة 1994 ،وتتبع اللجنة الشعبية العامة للتعليم العالي .
- يلتحق بالدراسة في الجامعة لتحضير درجة الشهادة الجامعية الليسانس في مجال تخصص الطلبة من حملة الثانوية الشرعية ( علوم اجتماعية شعبة الشريعة ) ، ومدة الدراسة بها أربع سنوات .
- كما يلتحق بالدراسة في الجامعة لتحضير درجة الإجازة العليا الماجستير في مجال التخصص الطلبة من حملة الشهادة الجامعية الليسانس (شريعة – قانون – لغة عربية ) كما تمنح الجامعة درجة الإجازة الدقيقة (الدكتوراه) .
- لغة التدريس بالجامعة الأسمرية هي اللغة العربية.

## كليات الجامعة الأسمرية الإسلامية
يبلغ عدد كليات الجامعة تسعة عشر كلية منها:
- كلية الطب البشري
- كلية الآداب
- كلية الاقتصاد
- كلية الهندسة
- كلية التربية
- كلية تقنية المعلومات
- كلية طب وجراحة الفم والاسنان
- كلية الدعوة أصول الدين
- كلية الشريعة والقانون
- كلية الدعوة والإمامة والخطابة
- كلية اللغة العربية والدراسات الإسلامية

ويوجد فروع للكليات في مدن أخرى من ليبيا وهي :
- كلية الدراسات الإسلامية البيضاء.
- كلية العلوم الشرعية سبها .
- كلية العلوم الشرعية مسلاتة.

بلغ إجمالي عدد الطلاب في مرحلة الإجازة الجامعية للعام الدراسي (2004-2003) 1117 طالبا منهم 336 طالبة وفي مرحلة الإجازة العليا ( الماجستير ) 39 طالبا.

## مجلة الجامعة الأسمرية
يصدر عن الجامعة الأسمرية مجلة الجامعة الأسمرية وهي دورية علمية جامعة محكمة . تعمل على نشر بحوث أعضاء هيئة التدريس ونشاطاتهم العلمية . صدر العدد الأول منها سنة 2003 ، وصدر منها حتى الآن 15 عددا. 

## صحيفة الأسمرية
http://www.asmarya.edu.ly/newspaper/13.htm[وصلة مكسورة]